# Riksrådsmötet i Skara 1322
Vid riksrådsmötet i Skara den 20 juli 1322 slöt större delen av den svenska aristokratin ett förbund att stå enade under rikets förmyndarstyrelse, att bekämpa hertiginnan Ingeborgs inflytande på rikspolitiken, samt att utestänga utlänningar från riket. Inga originaldokument finns bevarade.

## Källmaterial
Ett ursprungligt dokument har förvarats i Riksarkivet men förstördes vid slottsbranden 1697. Johan Hadorph hann göra en avskrift av handlingen, samt rita av 23 dittills bevarade sigill. Han lät trycka texten i bihanget till sin utgåva av Rimkrönikorna. Ytterligare två avskrifter från 1600-talets början finns på Riksarkivet. En av dessa har i slutet en anteckning som visar att den är avskriven efter ett original som förvarades i Linköpings domkyrka. Brev nummer 2339 i Svenskt diplomatarium är tryckt efter denna avskrift..

## Innehåll
Den församlade skaran av rådsmedlemmar intygar att de ingått ett avtal om förbund och endräkt. Man förklarar endast allmänt att man även fortsättningsvis tänker tjäna kung Magnus Eriksson troget och sköta styrelsen och skötseln av hans rike under hans förmyndartid. De i dokumentet förbundna ålades att helt och hållet glömma den osämja och de stridigheter som varit sedan Birger och hertigarna Erik och Valdemars dagar till denna dag. Man skall nu troget hjälpa varandra såsom bröder, och om osämja uppkom skulle den tvisten hänskjutas till drotsen och rikets råd för avgörande. Om någon i förbundet blev anklagad för brott som begåtts före detta avtal skulle man ta denne i sitt försvar.
Förbundet skulle i fortsättningen uppträda som en sluten enhet gentemot hertiginnan Ingeborg. Ingen skulle ha rätt att ingå några band med henne eller respektera tidigare förbund, om det inte skedde med rådets samtycke. Ingen skulle heller ha rätt att hjälpa henne till någon maktutövning utöver den, som andra drottningar och hertiginnor haft. Man skulle visa henne samma vördnad som tidigare så länge hon inte försökte tillfoga riket någon skada. I dokumentet nämns inget direkt om själva orsaken till hennes avsättning eller om någon förändring inom förmyndarstyrelsen. 
Vidare beslutade det samlade rådet att dessutom bekämpa den som indrog utlänningar inom rikets gränser och som försökte ansluta sig till deras parti. Den som trotsade detta förbund skulle få sin egendom indragen till kronan och förlora sin heder. Om någon av de förbundna rådsherrarna bröt mot denna överenskommelse skulle de frivilligt ställa sig under ärkebiskopen och linköpingsbiskopens domsmakt och riskera bannlysning över hela riket. 

## Beseglare
Ärkebiskopen Olof i Uppsala, biskop Karl i Linköping, biskop Boetius i Växjö, drotsen Knut Jonsson, Erik Valdemarsson, Matts Kättilmundsson, Filip Ulfson, Knut Magnusson, Birger Persson, Bo Nilsson, Håkan Jonsson, Tore Kettilsson, Lars Ulfsson, Torkil Andersson (Bååt), Nils Björnsson, Tord Bonde, Erik Turesson, Gisle Elinesson, Karl Tukesson (Läma), Ingevald Estridsson, Stefan Röriksson, Karl Orestesson, Algot Jonsson (Hjorthorn), Nils Kättilsson, Magnus Nilsson, Sune Jonsson, kanslern och linköpingsdekanen Filip Ragnvaldsson, Skaraprosten Ture, Linköpings och skaradekaniken Karl, samt väpnarna Erengisle Näskonungsson, Magnus Bengtsson (Rickbastaätten), Ragvald Magnusson, Johan Tolvsson, Greger Magnusson, samt Karl Näskonungsson (Natt och Dag).

## Förbundets syfte
Syftet var att försöka återställa brytningarna inom den svenska rådsaristokratin som pågått alltsedan tiden före 1306, samt fastställa den politik förbundet skulle följa. Samlingen av herrar i Skara var de ledande männen som verkat under kung Birger, de från hertigarna Erik och Valdemars parti, och de som stött hertiginnan Ingeborgs politik. Att förhindra utlänningar i landet riktar sig till Ingeborgs starka förhållande med dessa, såsom Knut Porse, familjen von Küren, Henrik II av Mecklenburg, samt några nordtyska furstar. Inget talar för att syftet skulle ha varit att generellt rensa riket på utlänningar. 
Trots att riksrådsmötet i Skara den 20 juli är den mest omfattande mötet i antalet medlemmar från denna epok är listan ändå inte fullständig. Minst ytterligare ett tiotal medlemmar som nämns under denna tid har av någon anledning ej deltagit i detta möte. Redan den 18 juli 1322 hade drotsen Knut Jonsson befunnit sig i Norra Vånga socken, 2 mil sydväst om Skara, tillsammans med nio rådsherrar.